# Cathédrale de la Transfiguration de Cluj-Napoca
Cette  cathédrale n’est pas la seule cathédrale de la Transfiguration.
La cathédrale de la Transfiguration, connue aussi sous le nom d'église des Frères mineurs, a été donnée par le Saint-Siège en 1924 à l'Église grecque-catholique roumaine. En 1930, l'église des Frères mineurs est devenue la cathédrale du nouveau diocèse de Cluj-Gherla (Dioecesis Claudiopolitanus-Samusuivariensis Romenorum). Elle est située dans le cœur de la ville roumaine de Cluj-Napoca.

## Historique
L'édifice (43,7 mètres de long sur 15,3 mètres de large et 28 mètres de haut) est situé sur le boulevard Eroilor, en plein centre-ville de Cluj-Napoca. Il a été construit en brique et en pierre de 1775 à 1779, en style baroque, par l'ordre des Frères mineurs. L'argent nécessaire à la réalisation de l'édifice a été offert par l'impératrice Marie-Thérèse qui était au même temps grande-princesse de Transylvanie. La tour originale de l'église s'est écroulée le 22 septembre 1779 en raison d'une erreur de construction. La tour actuelle a été construite trois ans plus tard.
Sous l'attique, sur la partie de la frise correspondant à la courbure de la tour, il y a inscrit le chronogramme suivant :
IsthaeC tVrrIs trIstI prostrata rVIna

restItVit CLeMente

aVgVsta theresIa Dono
Les fresques du plafond furent peintes en 1908, par Francisc Lohr et restaurées en 1968, par Coriolan Munteanu.
Sur les vitres il y a les armoiries de la famille du noble transylvain Ioan Haller (protecteur des Frères mineurs, au XVIIIe siècle), ainsi que les armoiries de l'ordre des Frères mineurs. Les vitraux du XIXe siècle représentent des saints liés des frères franciscains et de l'histoire de la Hongrie. Les inscriptions en hongrois furent détruites à la prise de l'église.
L'adaptation du mobilier intérieur de l'église aux exigences du rite byzantin a été réalisée par l'effort de l'évêque Iuliu Hossu : on a dû placer une iconostase, qui n'existe pas dans la pratique du culte de l'Église catholique.
Le transfert effectif du siège de l'évêché de Gherla à Cluj a eu lieu en 1930 et l'église des Frères mineurs est devenue la cathédrale du nouvel évêché de Cluj-Gherla (en latin : dioecesis Claudiopolitanus-Samusuivariensis Romenorum).
En 1948, une fois l'Église grecque-catholique roumaine mise hors la loi par les autorités communistes, l'édifice est passé dans l'usage de l'Église orthodoxe roumaine.
Il a été restitué aux grecs-catholiques le 13 mars 1998 à la suite d'une décision de la cour d'appel de Ploiești.

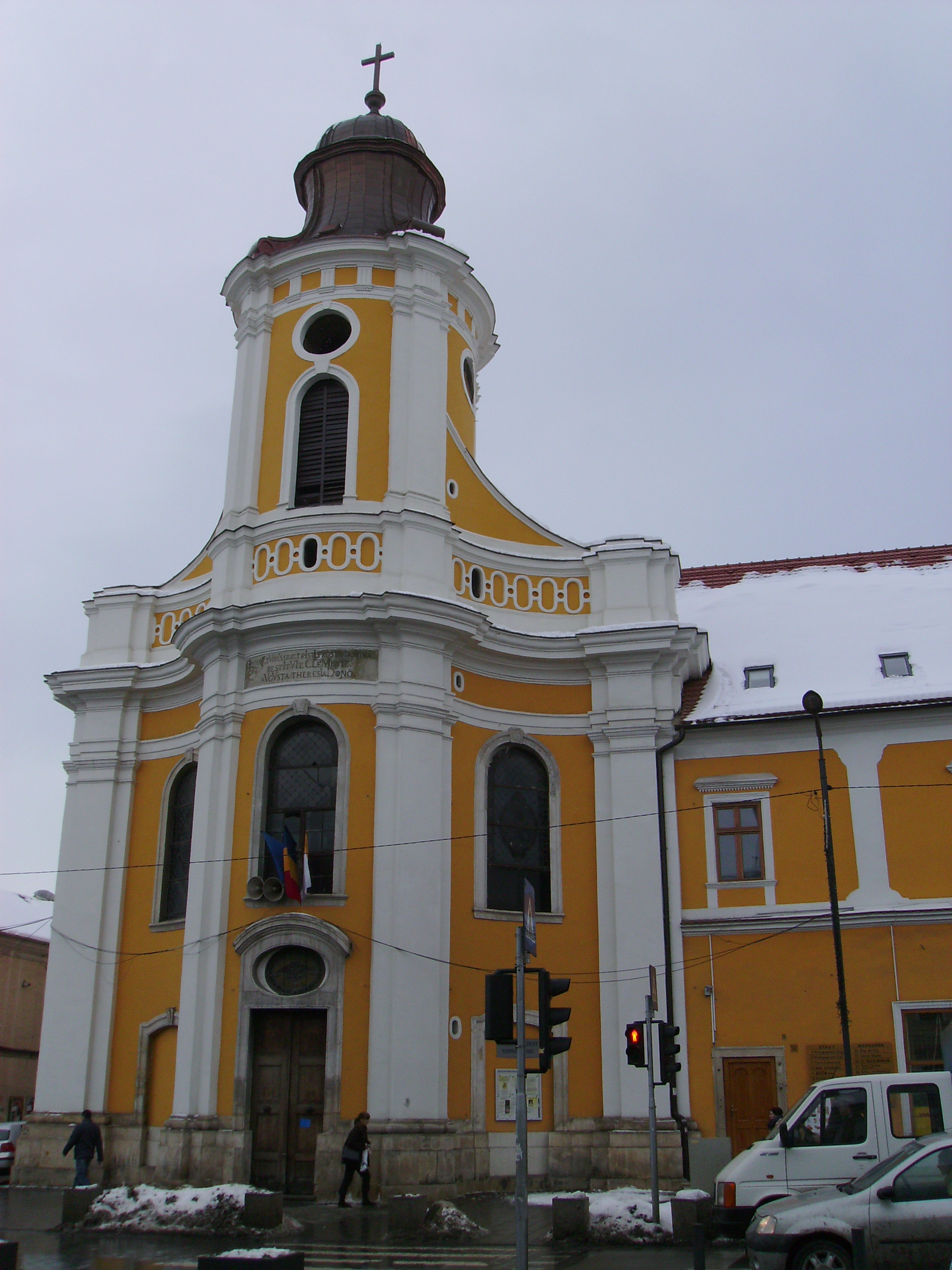
Façade de la cathédrale.
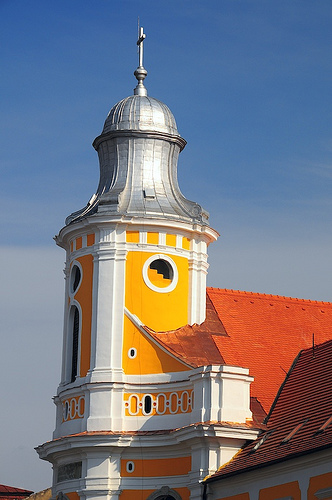
Détail de la tour.
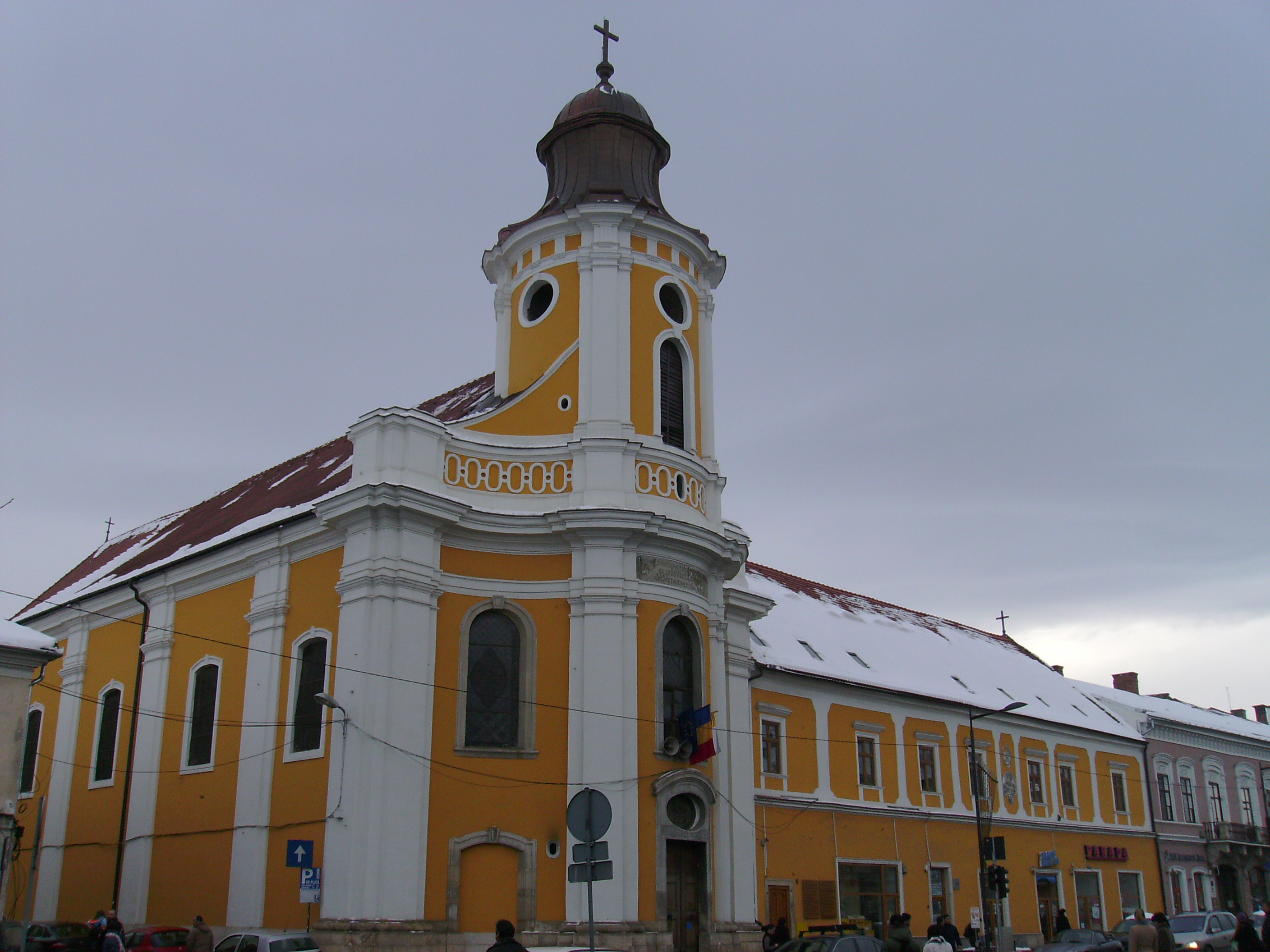
La cathédrale.
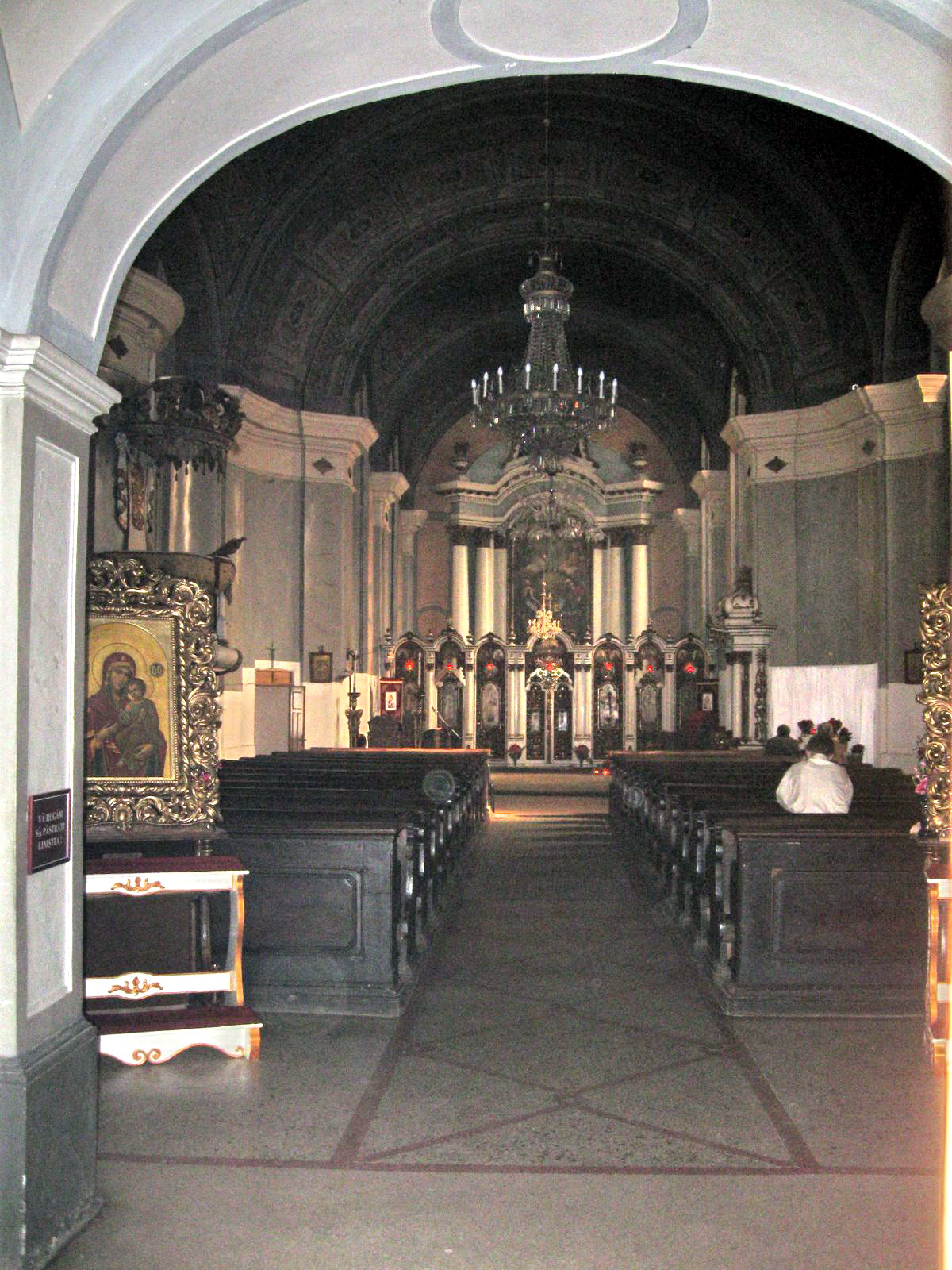
Vue intérieure.
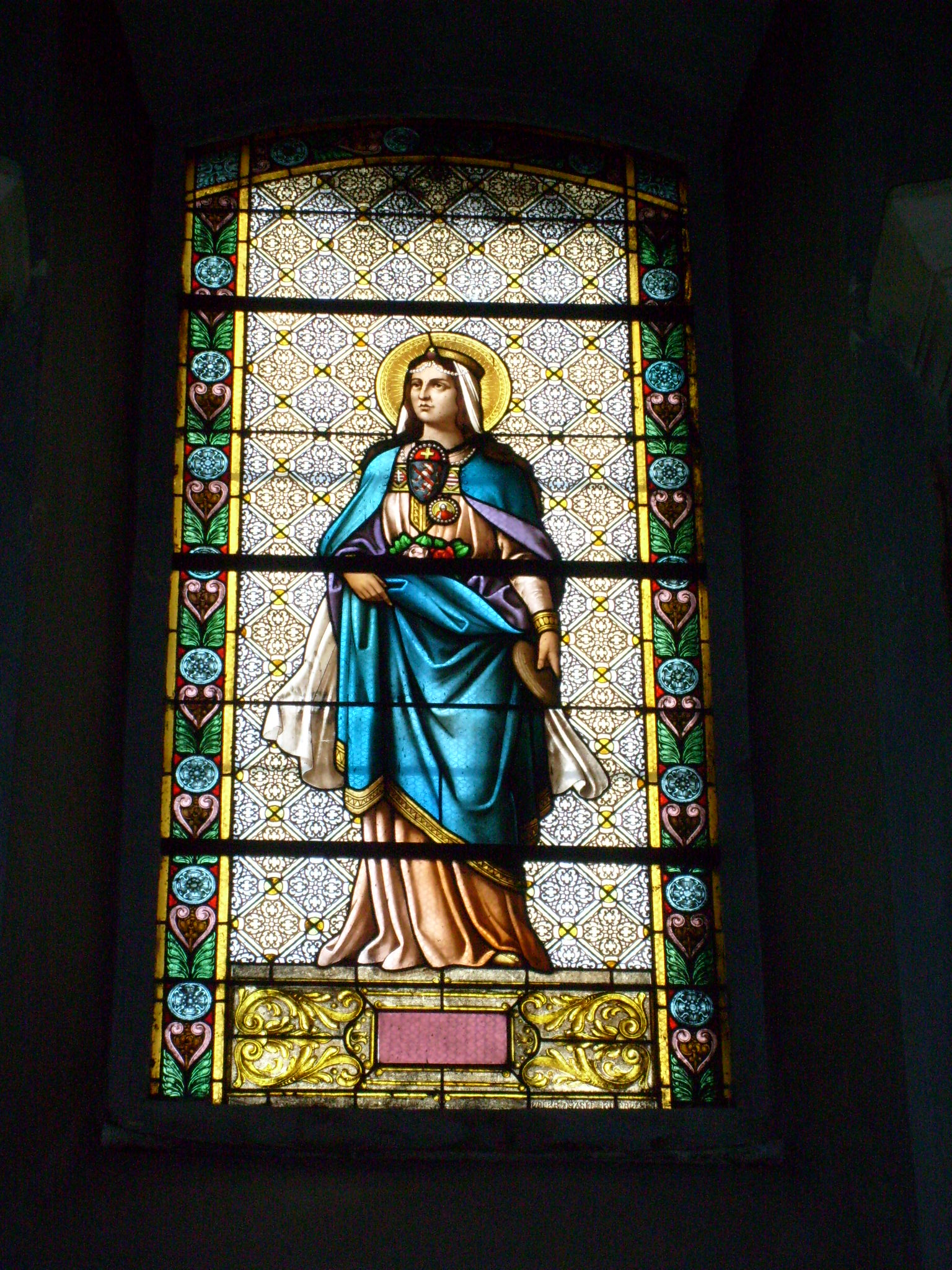
Elisabeth von Thüringen.
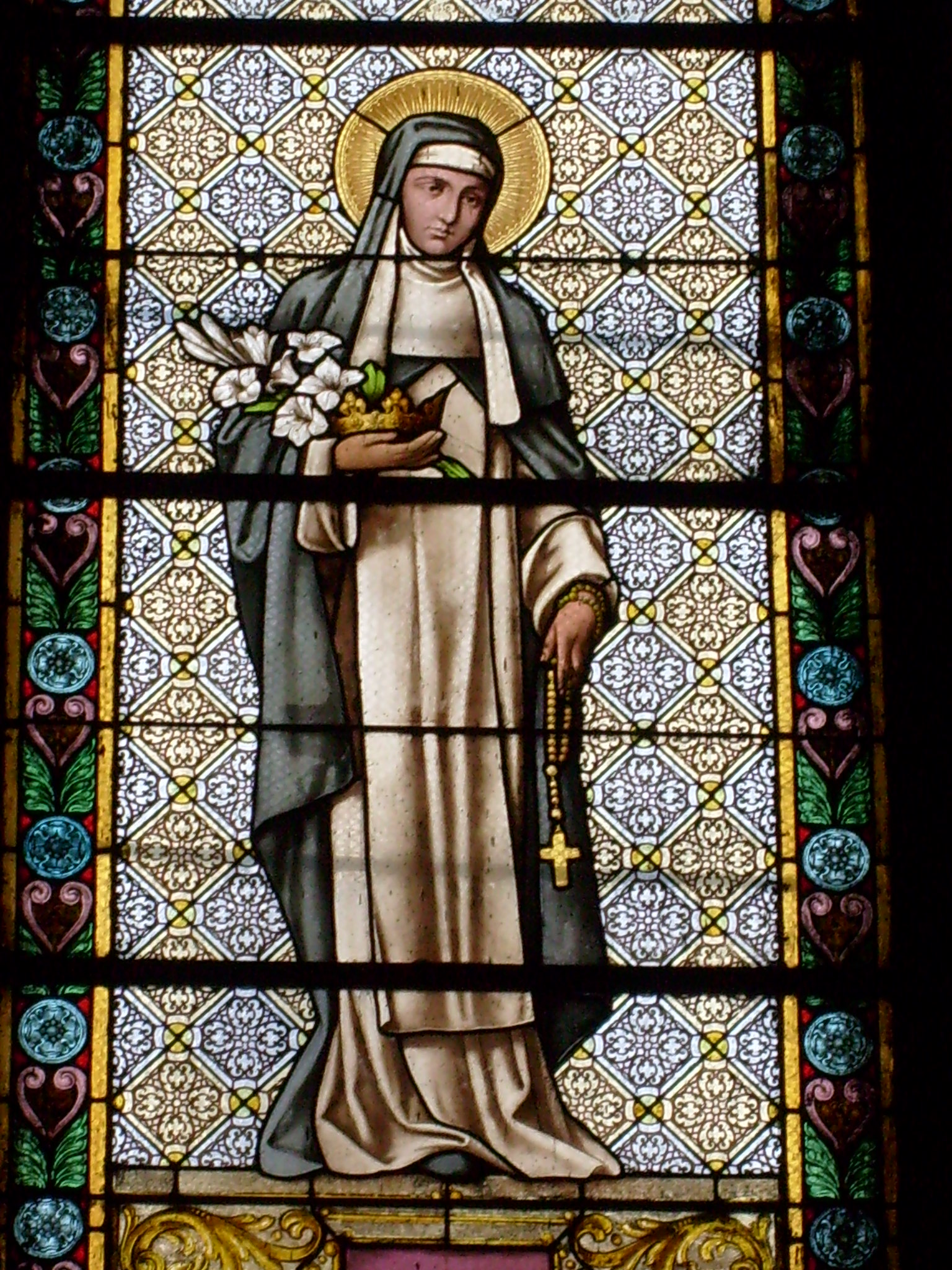
Claire d'Assise.
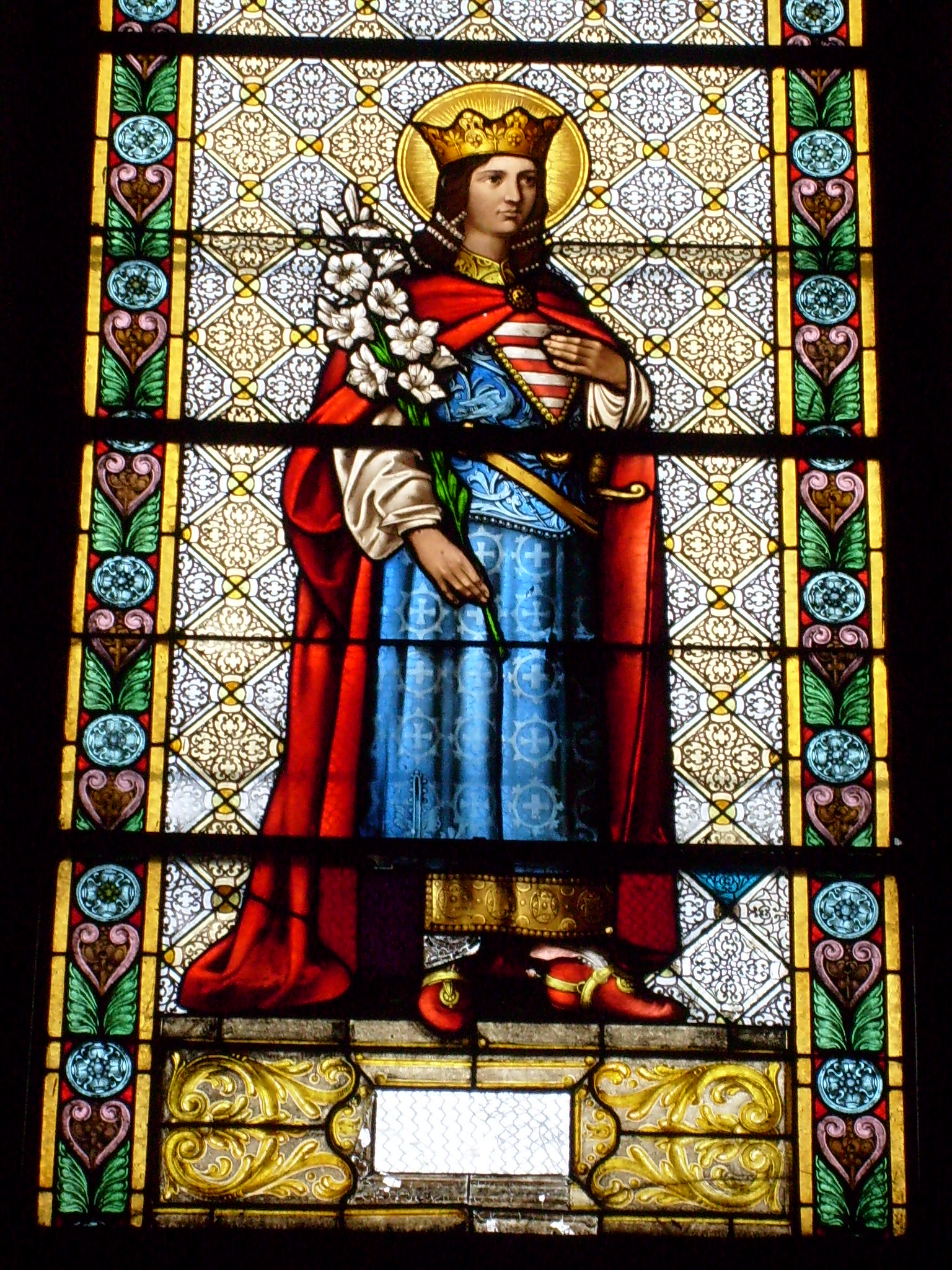
Saint Émeric .
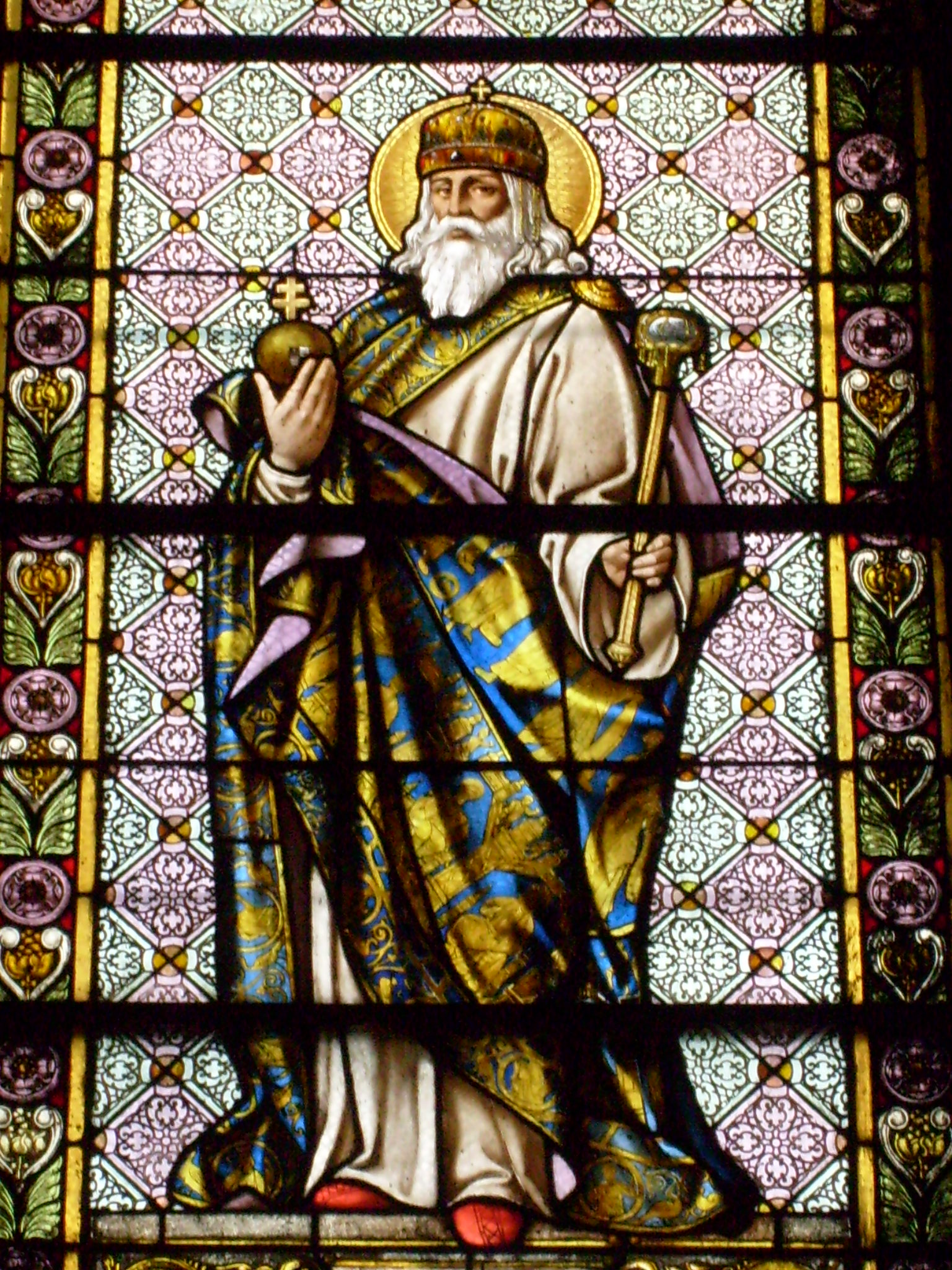
Szent István / Étienne Ier de Hongrie.